# Luossavaara
Der Luossavaara ( nordsamisch für "Lachsberg") ist einer der beiden Erzberge bei der nordschwedischen Stadt Kiruna. Früher wurde auch in diesem Berg Eisenerz gewonnen, heute beschränkt sich der Abbau der Eisenerzgrube Kiruna jedoch auf den zweiten Erzberg Kiirunavaara. In beiden Bergen liegt das Apatit-Eisenerz zwischen Schichten von Syenit-Porphyr und Quarzporphyr. Das Erz hat einen Gehalt von 61 % Eisen und knapp 1 % Phosphor.
Das Flöz war etwa 700 m lang und bis zu 40 m mächtig. Neben Magnetit enthält es auch kleine Mengen von Aktinolith und Titanit. Die Grube wurde zunächst im Tagebau betrieben. Zusätzliche Abbaue reichten im Norden bis 365 m und im Süden bis 250 m Tiefe. Von 1919 bis 1976 und 1981 bis 1985 wurden insgesamt 16,65 Millionen Tonnen Erz gewonnen.
Das Magnetiterz von Kiruna wird von der Minengesellschaft LKAB (Luossavaara-Kiirunavaara Aktiebolaget) zu Pellets verarbeitet und mit der Erzbahn entweder nach Narvik oder nach Luleå transportiert.
Auf dem höheren Teil des Berges gibt es heute einen Skilift.